# Quirquincho
Cet article concerne un instrument de musique bolivien. Pour l’animal, voir Tatou des Andes.
En Bolivie, le quirquincho est une variante du charango quant à sa forme, la caisse de résonance ayant pris la forme de l'animal avec lequel il était construit : le quirquincho (voir l'article Dasypodidae, et aussi celui du tatou des Andes, dont le nom vernaculaire est justement kirkinchu, et dont la carapace a longtemps effectivement servi à la fabrication des charangos). Mais son aspect général le rapproche du luth. En outre, le nombre de cordes est différent  : 5 chœurs mais 14 cordes réparties en 4 chœurs de cordes triples et un chœur double.
Ce cordophone est avant tout mélodique : il connaît les accords mais ne se joue pas en batteries.

## Source
- Guitares hispano-américaines, Bruno Montanaro R., Edisud, Aix-en-Provence, 1983.